# Stempelbrunnen

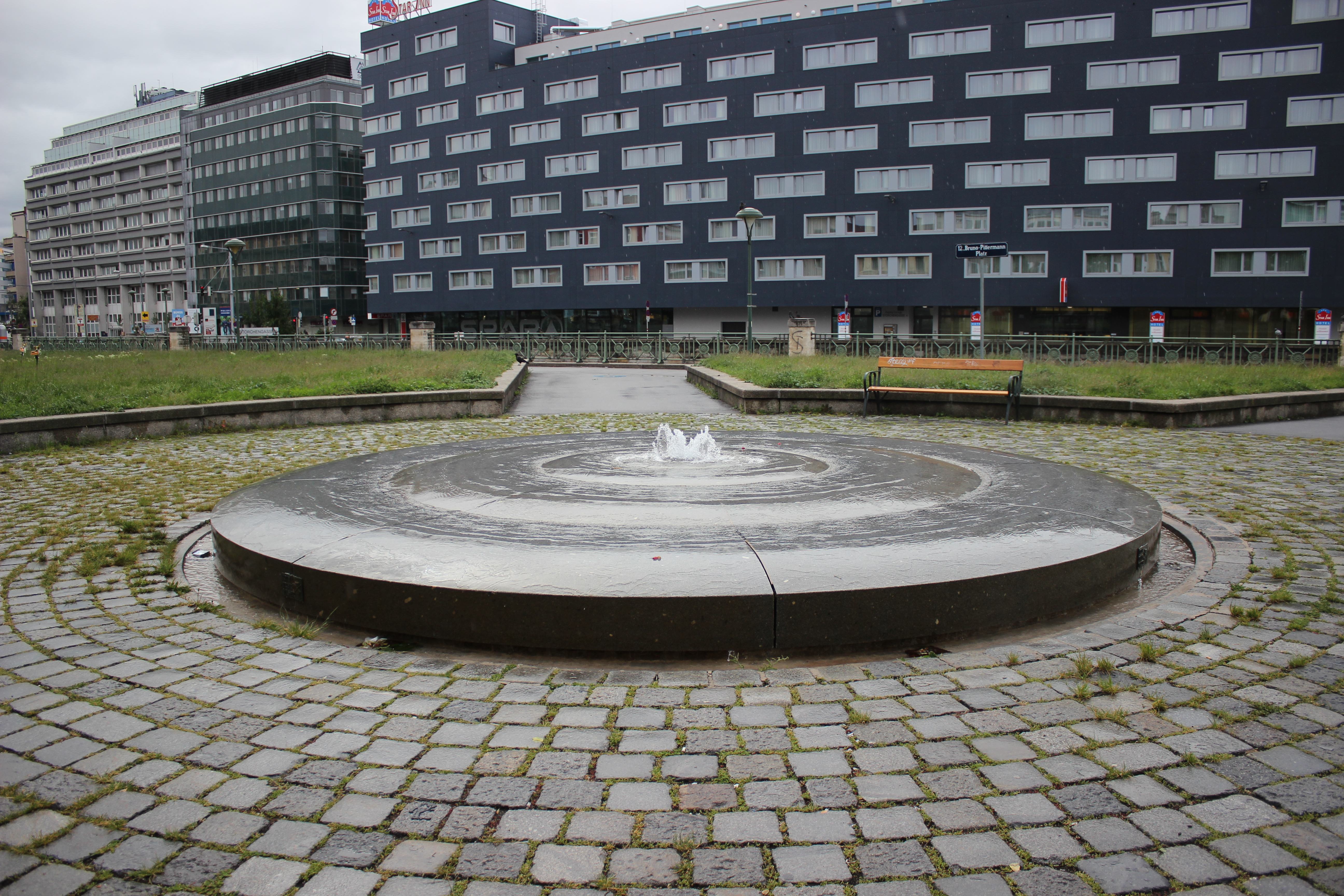
Der Stempelbrunnen auf dem Bruno-Pittermann-Platz in Wien

Der Stempelbrunnen (vulgo Längenfeldbrunnen) ist ein Brunnen auf dem Bruno-Pittermann-Platz im 12. Wiener Gemeindebezirk Meidling.

## Gestaltung
Der neben der U-Bahn-Station Längenfeldgasse befindliche Brunnen wurde von dem österreichischen Künstler Josef Trattner gestaltet und im Jahr 1988 feierlich enthüllt. Die mit einem Durchmesser von sechs Metern scheibenförmig in der Art des Stempelfußes eines Rundstempels auf Bodenniveau angeordneten, leicht gewellten Granitelemente, aus deren Mitte Wasser quillt, ermöglichen den gleichmäßigen Abfluss nach allen Richtungen.